# Plan zarządzania nieruchomością
Uwaga! Ten artykuł opisuje nieaktualny stan prawny. Jeśli możesz, popraw treść na podstawie najświeższych informacji.
Dokładniejsze informacje o tym, co należy poprawić, być może znajdują się w dyskusji tego artykułu.
 Po wyeliminowaniu niedoskonałości należy usunąć szablon {{Dopracować}} z tego artykułu.
Plan zarządzania nieruchomością – opracowanie specjalistyczne, tworzone przez osoby posiadające odpowiednie uprawnienia do zarządzania nieruchomościami, czyli przez licencjonowanych zarządców nieruchomości, w celu:
- analizy istniejącego stanu nieruchomości,
- planowania realizacji założeń postawionych przez właściciela nieruchomości,
- planowanie uzasadnionego inwestowania w nieruchomość,

oraz jako odrębnym od powyższych celów:
- w ramach przygotowania kandydatów na zarządców nieruchomości, którzy zobowiązani są przed przystąpieniem do egzaminów wykonać osobiście określoną liczbę planów (początkowo był to jeden plan, obecnie trzy, każdy dla innego rodzaju nieruchomości) i obronić (obecnie jeden wybrany przez kandydata) plan na części ustnej egzaminu.

Plan zarządzania nieruchomością jest więc (z wyłączeniem ostatniego celu jego wykonania) instrumentem organizacji zarządzania daną nieruchomością oraz ułatwiającym właścicielowi i zarządcy podejmowanie decyzji dotyczących określonej nieruchomości.

## Funkcje planu zarządzania nieruchomością
Skrótowo należy wymienić następujące, podstawowe funkcje planu zarządzania nieruchomością:
- diagnostyczna,
- prognostyczna,
- doradcza,
- strategiczna,
- negocjacyjna,
- kontrolna,
- i inne w zależności od celu jego sporządzenia.

## Forma i zawartość planu
Struktura i zawartość planu powinna wynikać z:
- wymogów formalnych,
- potrzeb i wymagań właściciela i zarządcy nieruchomości,
- specyfiki nieruchomości,
- specyfikacji wymagań według zlecenia,
- przesłanek dodatkowych wynikających m.in. z doświadczenia sporządzającego plan zarządcy nieruchomości.

Formalne wymogi opracowane zostały przez Państwową Komisję Kwalifikacyjną w nieistniejącym już Urzędzie Mieszkalnictwa i Rozwoju Miast (którego kompetencje przejęło odpowiednie Ministerstwo Infrastruktury).

## Proces sporządzania planu
Co prawda nie istnieje formalna specyfikacja i wymogi w zakresie procesu sporządzania planu, lecz z natury rzeczy proces ten przebiega w pewnych fazach i etapach:
1. Określenie przez właściciela i zarządcę celów, zakresu realizacji i roli zarządcy w procesie realizacji określonych celów.
2. Faza analityczna:
  1. gromadzenie dokumentacji i informacji oraz ich selekcja,
  2. opracowanie danych:
    1. prawnych,
    2. technicznych,
    3. ekonomicznych,

  3. rozważenie różnych wariantów działania,
  4. analiza zagrożeń,
  5. ocena wariantów i rekomendacja.
3. Faza wdrożenia:
  1. wybór wariantu,
  2. plan realizacji wybranego wariantu,
  3. opracowania finansowo-kapitałowe, harmonogram realizacji,
  4. podsumowanie planu.
4. Szczegółowe plany operacyjne.

## Podsumowanie
Plan zarządzania nieruchomością jako ważne narzędzie w procesie podejmowania decyzji dla właściciela, dotyczący znacznego majątku, jakim jest nieruchomość, obarcza zarządcę nieruchomości znaczną odpowiedzialnością (choć trudną do egzekwowania, gdyż to właściciel podejmuje ostateczną decyzję). Dlatego tak ważny jest (choć często pomijany bądź lekceważony) etap 1, aby plan mógł mieć realną wartość dla właściciela i etap 3.4, aby zawartość planu, często zawierającą specjalistyczne sformułowania i trudne do interpretacji zestawienia, w jakiejś części niezrozumiałe dla właściciela (jako niespecjalisty), przedstawić właścicielowi w postaci jasnych wniosków i uwypuklonych uwag dotyczących zagrożeń w procesie podejmowania decyzji i uzasadnionego inwestowania w nieruchomość.